# Bad Staffelstein
Bad Staffelstein (do 2001 Staffelstein) – miasto uzdrowiskowe w Niemczech, w kraju związkowym Bawaria, w rejencji Górna Frankonia, w regionie Oberfranken-West, w powiecie Lichtenfels. Leży około 6 km na południowy zachód od Lichtenfels, nad Menem, przy drodze B173 i linii kolejowej Norymberga – Jena. 
W 2001 miasto Staffelstein otrzymało status kurortu i tym samym w nazwie miasta pojawił się przedrostek Bad.

## Dzielnice
W skład miasta wchodzą następujące dzielnice: 
| - Altenbanz - End - Frauendorf - Grundfeld - Gößmitz - Hausen - Horsdorf - Kaider - Krögelhof - Kümmersreuth - Loffeld - Nedensdorf - Neubanz - Püchitz | - Romansthal - Schönbrunn - Schwabthal - Serkendorf - Stadel - Stublang - Unnersdorf - Unterzettlitz - Uetzing - Vierzehnheiligen - Weisbrem - Wiesen - Wolfsdorf - Zilgendorf |

## Zabytki i atrakcje
W Bad Staffelstein zachowało się wiele zabytków, w tym ratusz, kościół pw. św. Kiliana (St. Kilian), oraz wiele domów z muru pruskiego. Godne uwagi są również muzeum (Museum der Stadt Bad Staffelstein) oraz wystawa skamieniałości, klasztor Banz oraz bazylika w Vierzehnheiligen, według planów Balthasara Neumanna z niezwykle bogatą dekoracją wnętrz.

## Osoby urodzone w Bad Staffelsteinie
- Paul Böhmer (1907-1983), wrestler
- Pankraz von Dinkel (1811-1894), biskup Augsburga
- Adam Ries (1492-1559), matematyk

## Galeria

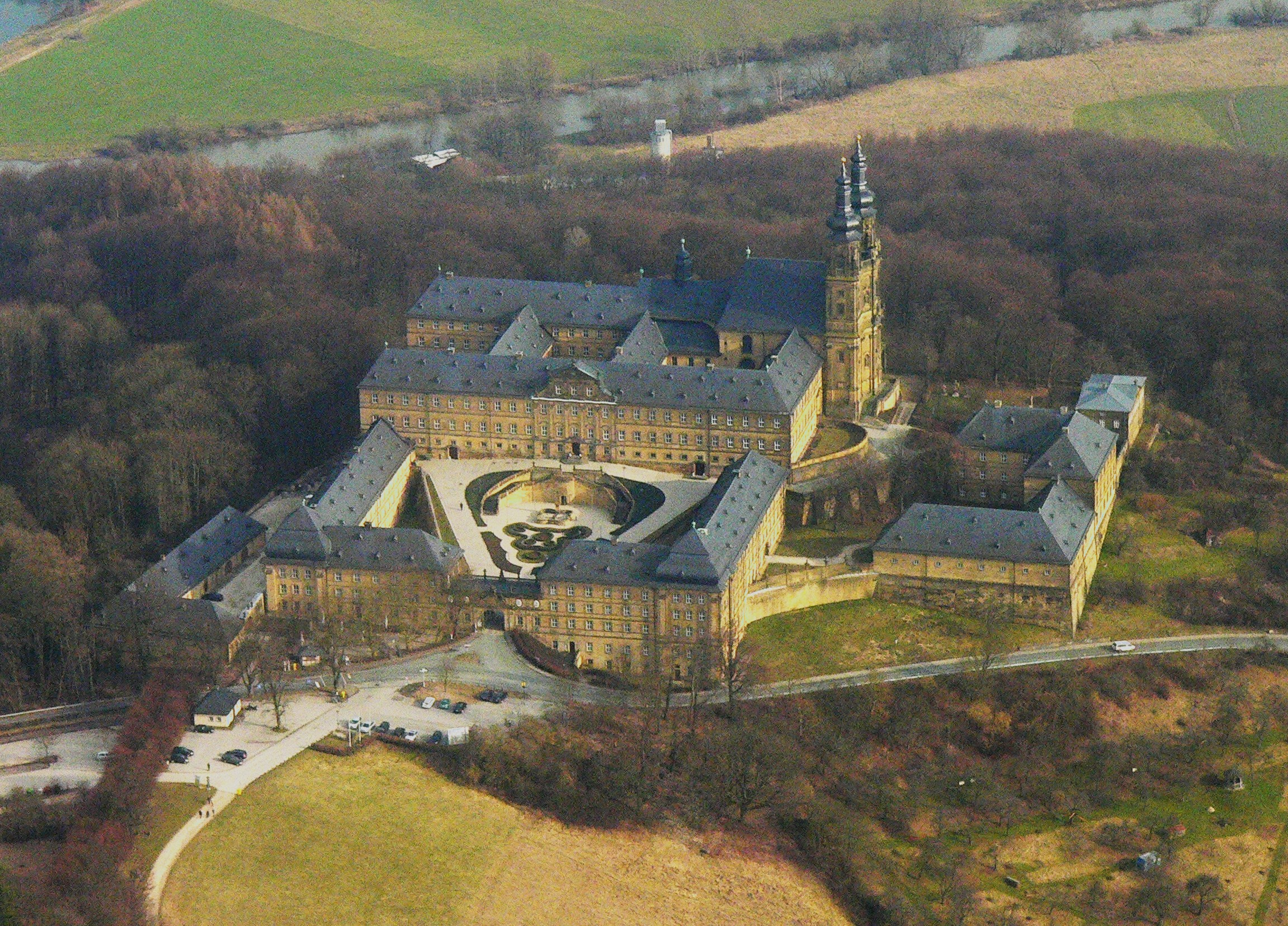
Klasztor Banz, zdjęcie lotnicze
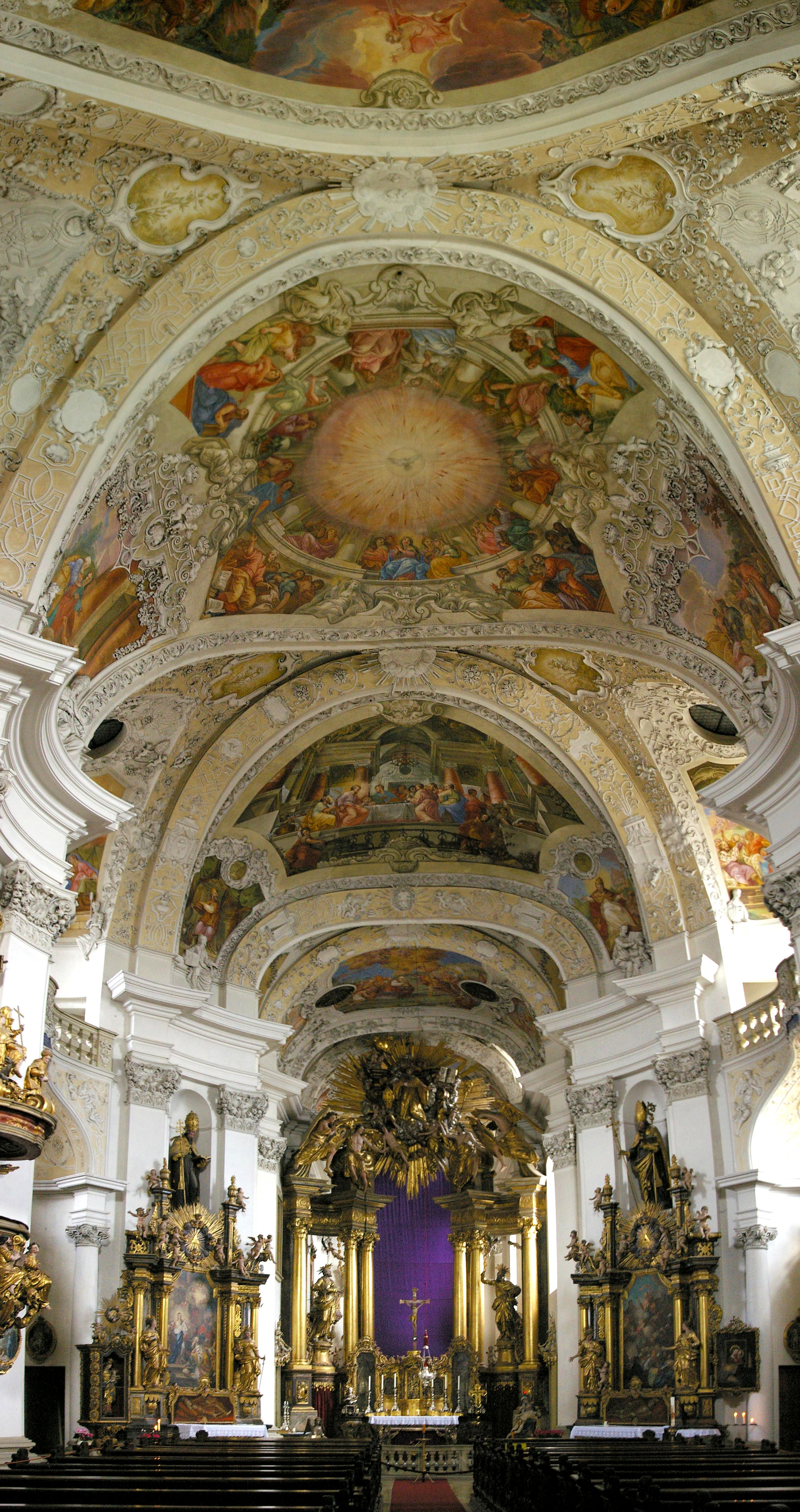
Klasztor Banz, wnętrze kościoła
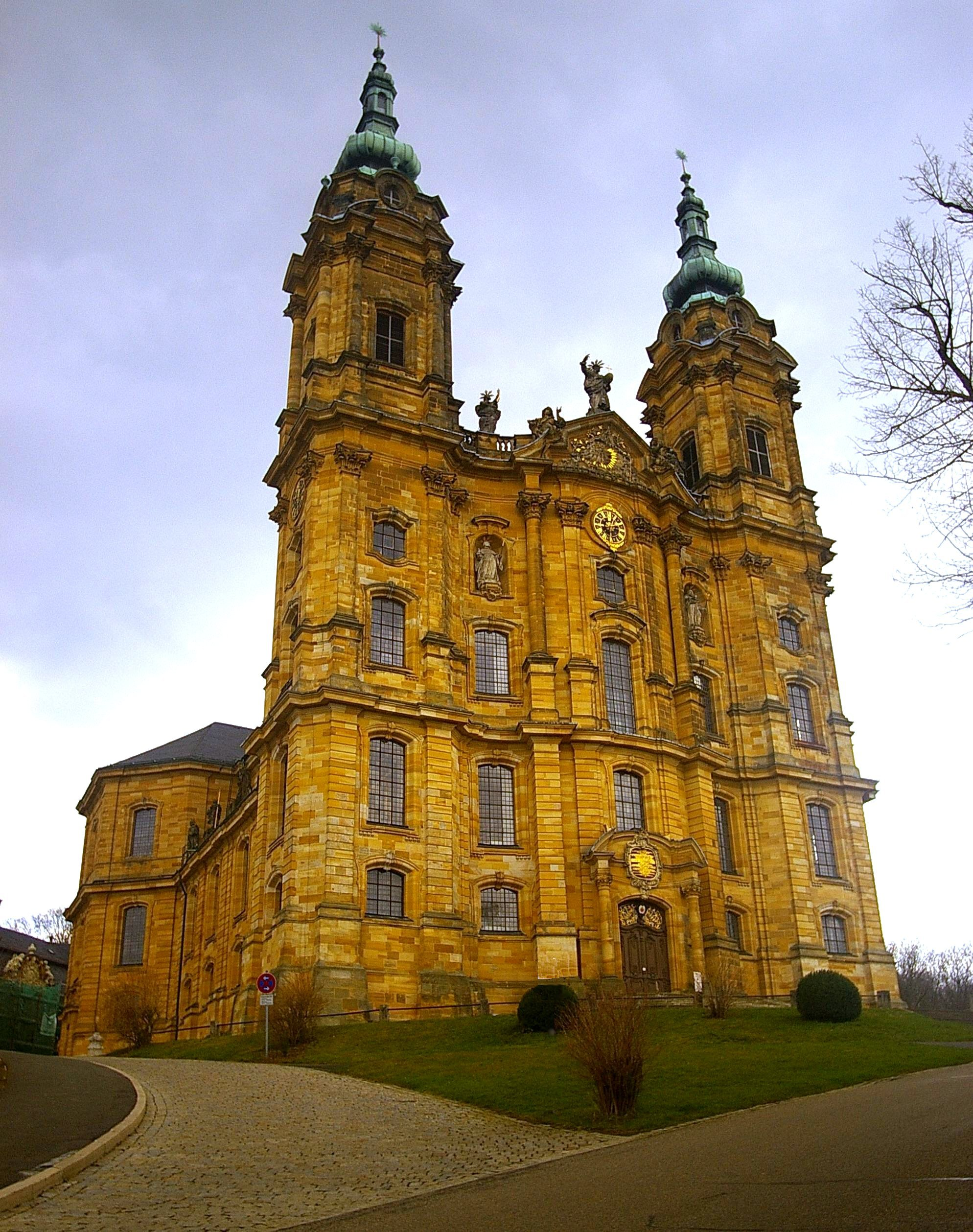
Kościół pielgrzymkowy Czternastu Świętych Wspomożycieli, fasada
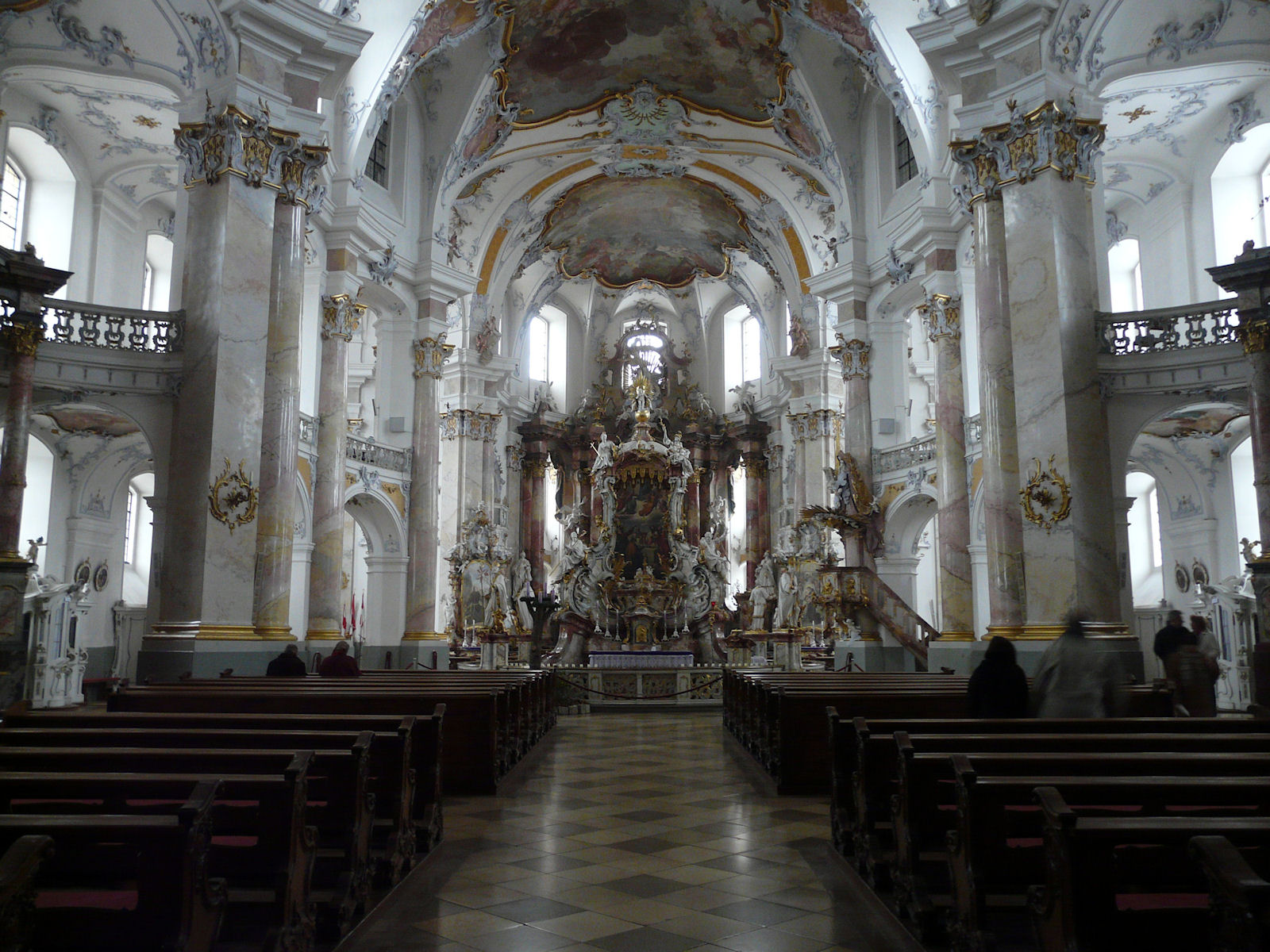
Kościół pielgrzymkowy Czternastu Świętych Wspomożycieli, wnętrze